# SPACE (电视频道)
SPACE电视台，是一个加拿大电视频道，播放具有科幻、幻想、恐怖和超自然的节目，包括电视剧、电影以及纪录片等。SPACE最初使用The Imagination Station跟随台名凸显起科幻主题，如今有时还会在非正式场合使用。